# Журавское сельское поселение (Краснодарский край)
Журавское сельское поселение — муниципальное образование в составе Кореновского района Краснодарского края России. 
В рамках административно-территориального устройства Краснодарского края ему соответствует Журавский сельский округ.
Административный центр — станица Журавская.

## Население
| 2010  | 2012  | 2013  | 2014  | 2015  | 2016  | 2017  |
| ----- | ----- | ----- | ----- | ----- | ----- | ----- |
| 3374  | ↘3371 | ↗3391 | ↗3401 | ↘3369 | ↘3360 | ↘3349 |
| 2018  | 2019  | 2020  | 2021  | 2023  |       |       |
| ↘3331 | ↘3330 | ↘3329 | ↘3105 | ↘3058 |       |       |

## Населённые пункты
В состав сельского поселения (сельского округа) входят 2 населённых пункта:
| № | Населённый пункт | Тип населённого пункта | Население (чел.) |
| - | ---------------- | ---------------------- | ---------------- |
| 1 | Журавская        | станица                | ↗2751            |
| 2 | Казаче-Малёваный | хутор                  | ↘623             |